# Klaraborgaren
Klaraborgaren var en studenttidning som gavs ut mellan 1967 och 1998 vid dåvarande högskolan i Karlstad. Den har tagit upp teman som barnpassning, tvångssterilisering och religiösa frågor. Omslaget för nummer 9/1969 visade tre älskande par, varav två homosexuella i olika ställningar. Detta nummer släpptes av Rolf Alsing och Urban Wiberg. 

## 1970- och 1980-talen
Under 1970-talet var tidningen dominerad av vänsterorienterade artiklar, något som ebbade ut i början av 1980-talet. Deltagandet i FUM-valen var låga, och Klaraborgaren fick påminna studenterna att den var studenternas eget språkrör.

## 1990-talet
I slutet av 1980-talet och in på början av 1990-talet rörde sig tidningen mer mot underhållning. I mitten av 1990-talet började tidningen gå tillbaka lite grand till 1970-talets provokativa anda och tidningen väckte debatt. Dels höll ett par av tidningens redaktörer under 1996 på att stämmas för tryckfrihetsförordningen och det nummer som blev de mest diskuterade, nr 3 1998. I det numret fanns det lite mer artiklar som inte bara kretsade kring festande, reklam för studentkåren eller högskolans aktiviteter utan lite mer filosoferande. Tidningen innehöll bland annat en artikel om Livets Ord, en debatt om att Israel-Palestina-konflikten var politisk utan andlig som varken är pro eller kontra Israel, en debattartikel om att våga vara individ, en intervju med en prostituerad i Amsterdam, lästips om halvering av lästiden samt en intervju med Susanna Popova med titeln "Kollektivism, sexism och feminism".

## Slutet
Vid årsskiftet 1999 skulle Högskolan i Karlstad bli Karlstads universitet. Tidningen lades ner efter att första numret släpptes ht-98. En ny redaktion tillsattes tidningen fick ett nytt namn: Citrus. Citrus lades också ned och fick det nuvarande namnet Karlstads studenttidning.

## Redaktörer
Här är några av de som har varit redaktörer under årens lopp. 
- Ht 68–Vt 69: Rolf Alsing och Urban Wiberg
- Vt 80–Vt 81: Kerstin Pettersson (numera Eikeland)
- Vt 82–Vt 85: Per Björkegren
- Ht 95–Vt 96: Jesper Falkheimer och Niklas Hansen
- Ht 96–Vt 97: Andreas Skoglund och Karolina Rosenqvist
- Ht 97–Vt 98: Henric Ottosson och Louise Bratt
- Ht 98: Linus Broström och Karin Hansson

### Webbkällor
- Klaraborgaren nr 1(1967):4-1998, Karlstad Universitetsbibliotek
- Klaraborgaren, studenttidningen vid Högskolan i Karlstad, 1982: nr 1-1998: nr 5, Uppsala Universitetsbibliotek